# 陳所職
陳所職（1558年—1597年），字爾司，號覲墀，河南開封府禹州人，匠籍，明朝政治人物。同進士出身。

## 生平
萬曆四年（1576年）丙子科河南鄉試三十名，萬曆十四年（1586年）丙戌科會試十八名，登二甲第三十二名進士。大理寺观政，十五年四月授刑部主事，十七年十一月升员外郎，十八年十二月恤刑陕西，二十一年升官刑部云南司郎中，本年闰十一月升陕西左参议兼佥事，分巡西宁道，二十三年十月以甘州斩虏功，升职二级，加升右参政。二十五年卒。

## 家族
曾祖陳瓚；祖父陳倉；父陳菃，曾任生員。母李氏。具庆下。弟所尚（生员）、所樂、所養。